# Jayaben Desai
Pour les articles homonymes, voir Desai.
Jayaben Desai (2 avril 1933 – 23 décembre 2010) était une syndicaliste célèbre pour avoir été à la tête des grévistes pendant le conflit Grunwick à Londres en 1976.

## Biographie
Née dans le Gujarat en Inde, d'une famille aristocrate descendant de dignitaires, Desai se maria en 1955, et le couple déménagea en Tanzanie en 1955 ; ils furent quelques années plus tard et arrivèrent à Brent en Grande-Bretagne. Malgré son niveau d'éducation, elle enchaîna les boulots mal payés, d'abord en tant qu'opératrice de machine à coudre à Harlesden, puis en 1974 commença à travailler à l'usine de Grunwick, qui tirait des pellicules photographiques. Elle posa sa démission après qu'on lui ait donné l'ordre de travailler des heures supplémentaires, et fut l'instigatrice d'une grève des employées, principalement des femmes d'origine asiatique, que les médias baptisèrent les "grévistes en sari" (strikers in sari). Les grévistes manifestèrent contre les conditions de travail, les inégalités de salaire et le racisme institutionnalisé au sein de l'entreprise.
Desai fut à la tête des grévistes pendant leur piquet de grève épique, qui dura de l'été 1976 à novembre 1978. Elle fut remarquée pour son utilisation d'un langage coloré ; par exemple, lorsqu'elle et les grévistes sortirent de l'usine, elle déclara au patron avant de partir : "Ce que vous dirigez ici n'est pas une usine, c'est un zoo. Mais dans un zoo il y a beaucoup de sortes d'animaux. Certains sont des singes qui dansent sur le bout de vos doigts, d'autres sont des lions qui peuvent vous dévorer la tête. Nous sommes les lions, monsieur le directeur." 
La grève perdit de son ampleur vers 1978, et se conclut en novembre avec Desai et d'autres travailleuses organisant une grève de la faim devant les bâtiments de la Trades Union Congress, qu'elle accusait de trahison.
Mrs Desai (le nom que l'on utilisait toujours pour elle) fut interviewée par le Brent Museum par Hannah Phung, et déclara : « C'était incroyable, je vous dis, incroyable.[…] j'avais les larmes aux yeux en voyant ces personnes-là […] elles se faisaient mal et la police menait la charge avec des chevaux et tout et pourtant elles restaient là, la tête haute. »
Desai donna des cours pour la Brent Indian Association, et créa un cours à Harrow College sur la fabrication de robes asiatiques. Elle mena une vie paisible, mais continua à soutenir d'autres mouvements de grève, notamment la grève en 2005 à Gate Gourmet, dont les employés étaient principalement des femmes d'origine asiatique.